# Kandis

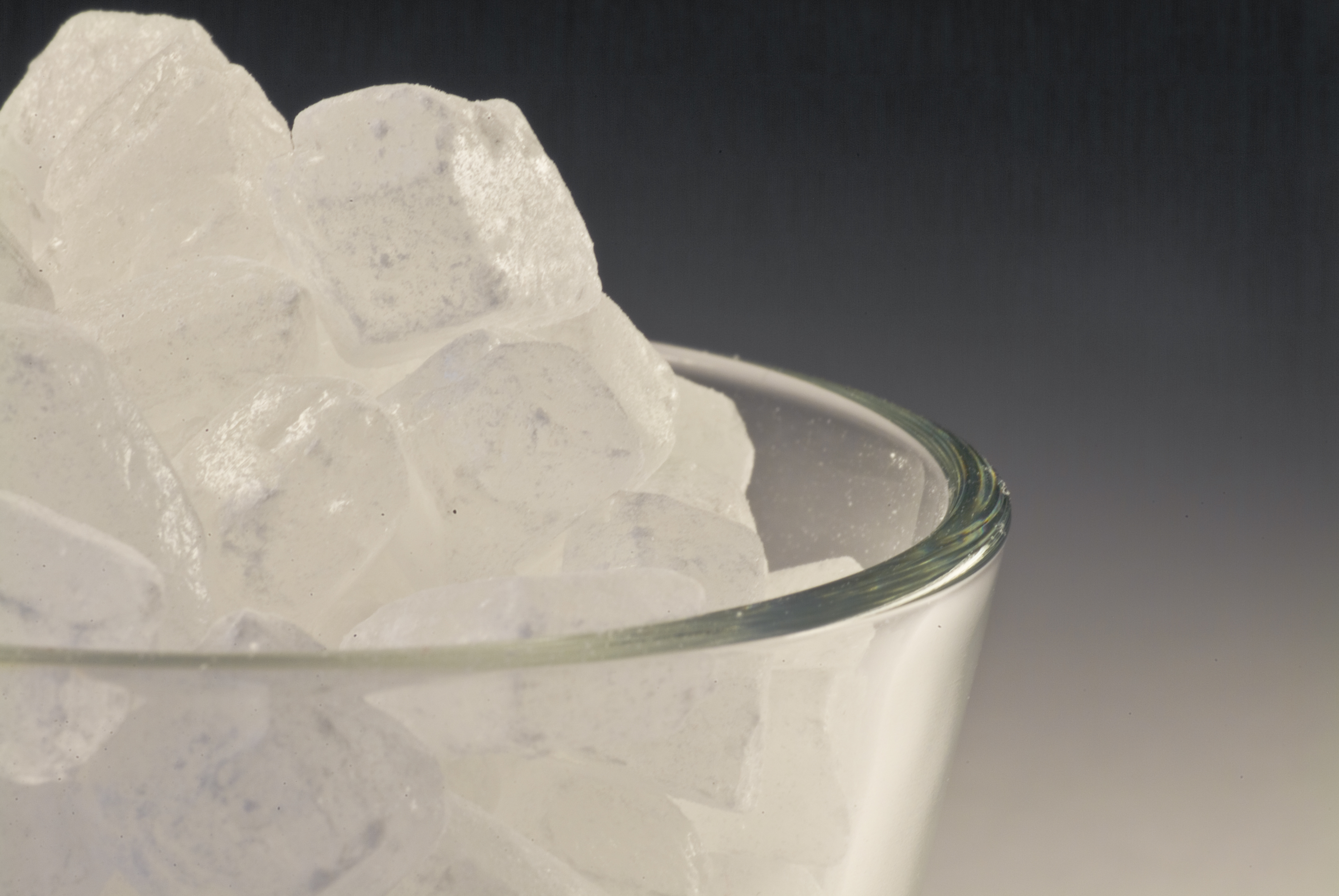
Weißer Kandis

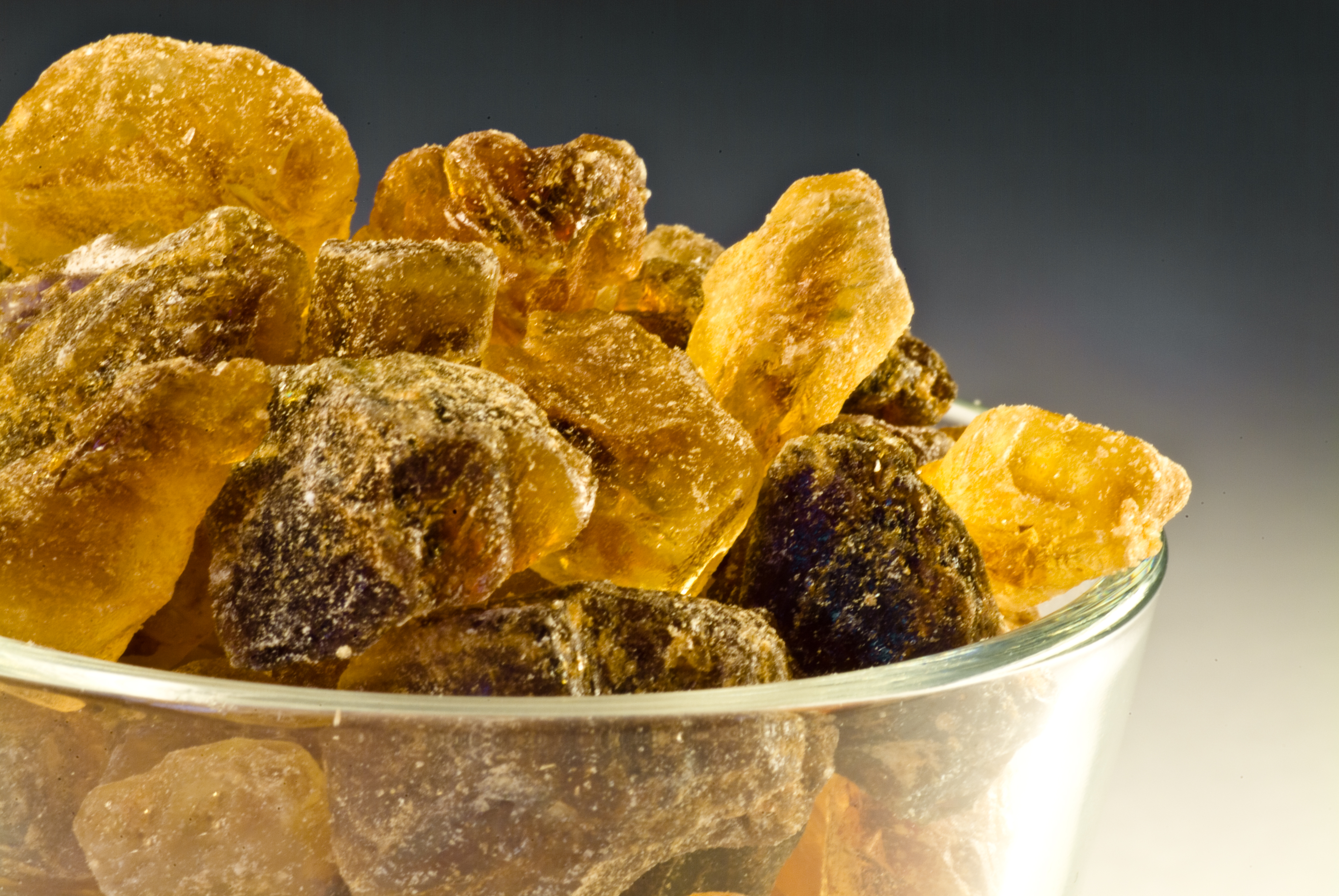
Brauner Krustenkandis

Mit Kandis oder Kandiszucker werden Kristalle aus Zucker bezeichnet, die aus konzentrierten Zuckerlösungen in mehreren Tagen auskristallisieren.

## Etymologie
Das Wort Kandis geht auf altindisch khaṇḍa („Teil, Bruchstück“, insbesondere auch „Bruchzucker“; zur Wurzel khaṇḍ- „brechen“) zurück. Über das Arabische (qand „Rohrzucker“, auch „durch Kochen eingedickter Zuckersaft, Melasse“, bzw. qandī [adj.] „aus Rohrzucker“) gelangte das Wort im Spätmittelalter ins Mittellateinische und die romanischen Sprachen, also ins Spanische, Portugiesische, Provenzalische und Französische ([sucre] candi hier bereits 1256 bezeugt; daraus niederländisch kandij, kandijsuiker und englisch candy) sowie ins Italienische ([zucchero] candito, 14. Jahrhundert) und von dort ins Deutsche, wo es wie auch in den anderen europäischen Sprachen zumeist in zusammengesetzten Formen begegnet (erstmals gegen 1400 als zocker kandis, später auch als zuckerkandi, zuckerkandit oder zuckerkandil, seit dem 18. Jahrhundert dann auch als Kandiszucker).
Vom Kandis abgeleitet ist das Verb kandieren „mit Zucker überziehen (bzw. haltbar machen)“. Die Berufsbezeichnung Konditor „Zuckerbäcker“ leitet sich hingegen von lateinisch condire „haltbar machen“ ab,  allerdings findet sich daneben (selten) seit etwa 1700 die zumindest mundartlich auch heute noch gebräuchliche Variante Kanditor, die offenbar an den Kandis bzw. das Kandieren angelehnt ist.

## Geschichte
Seine Herstellung kannten bereits die Araber im 9. Jahrhundert. Um das Jahr 1000 wandten ägyptische, arabische und persische (Augen-)Ärzte Kandis als Heilmittel an.
Kandis wurde noch vor 100 Jahren hergestellt, indem man den „geläuterten, aber nicht stark eingekochten Zuckersaft in kupfernen, mit Zwirnsfäden durchzogenen Gefäßen (Potten) erst an einem kühlen Orte, hiernach einige Tage in der Darrstube“ kristallisierte (Brockhaus von 1865). Der Fadenkandis war noch bis 1960 der meistverkaufte.
Heute wird Kandis industriell aus hochkonzentrierter Zuckerlösung in großen Kristallisierungsbehältern hergestellt. Dabei umfließt die Zuckerlösung beständig die entstandenen Zuckerkristalle. Diese wachsen dann in fünf Tagen auf eine Größe von etwa vier Millimetern. Nach zwei bis drei Wochen erreichen die Kristalle eine Größe von 18 bis 24 Millimetern und kommen dann als Würfelkandis (Kluntje) in den Handel.
Gelber Kandiszucker ist mit Zuckercouleur gefärbt. Brauner Kandis wird dagegen aus karamellisierter Zuckerlösung hergestellt.

## Verwendung

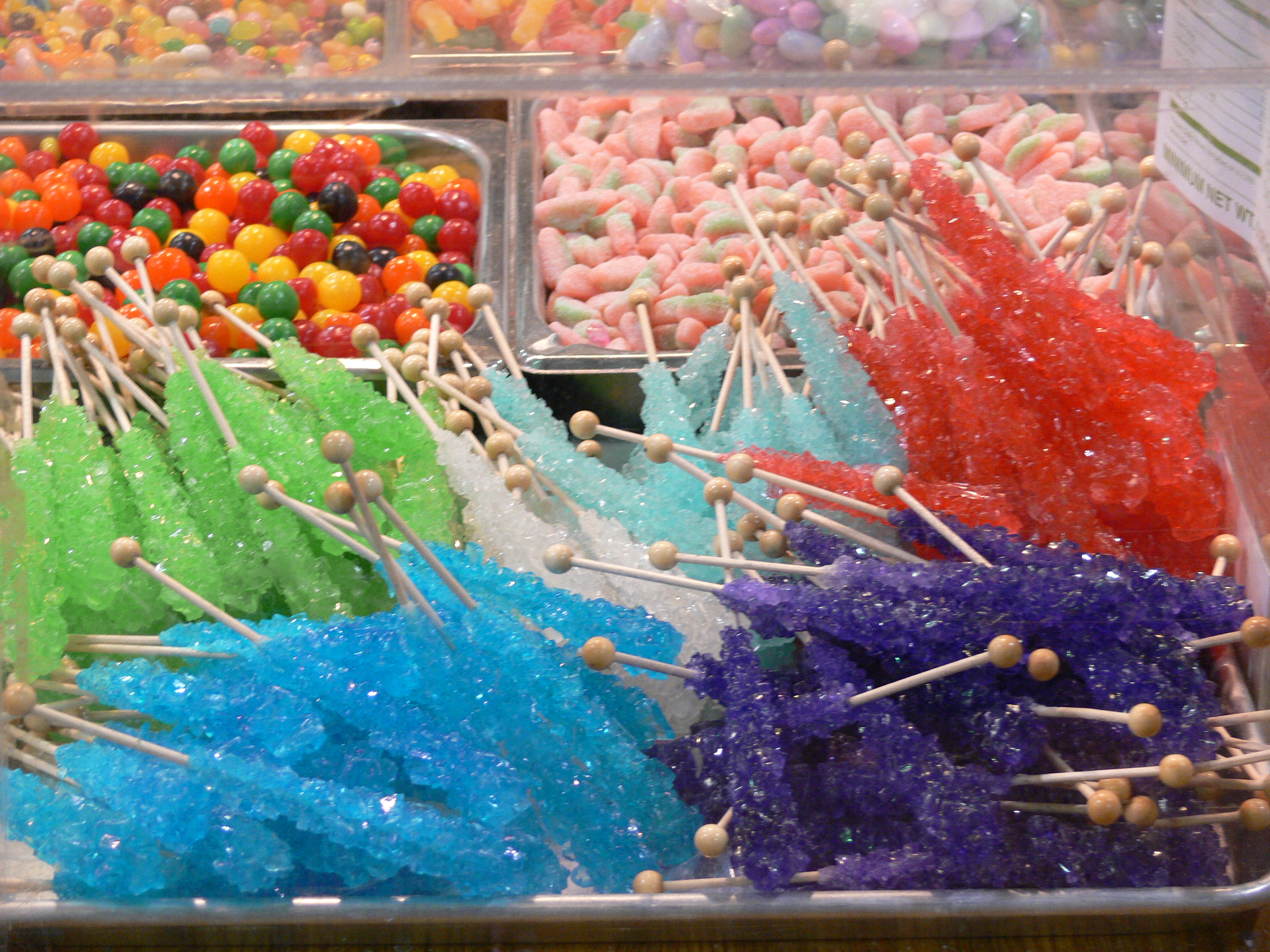
Rock candy in den USA

Kandis wird zum Süßen von Tee und anderen Heißgetränken verwendet und hat eine große Bedeutung in der ostfriesischen Teekultur. Kandisfarin und Krümelkandis sind Backzutaten für Kuchen und Kekse. Manchen belgischen Bieren, insbesondere Trappistenbieren und dem den Lambic-Bieren zugehörigen Faro, wird Kandis vor der Vergärung beigesetzt.
In den USA wird mit Lebensmittelfarben bunt gefärbter Kandiszucker am Stiel als Süßigkeit verkauft (rock candy).
Kandiskristalle mit Abmessungen von etwa 1 cm eignen sich als Lehrmittel und Studienobjekt in einem Freihandversuch zur induktiven Einführung in die Grundlagen der Kristallographie in den allgemeinbildenden Schulen oder in der Öffentlichkeitsarbeit, denn sie sind im Unterschied zu Mineralien überall verfügbar.

## Sorten

### Fadenkandis
Fadenkandis ist ein traditionsreiches handwerkliches Produkt der Zuckerfabrikation. In Kristallisationsgefäßen (auch heute noch Potten genannt) werden Fäden gespannt, an denen in mehrwöchigen Prozessen die Kandisstangen wachsen.

### Stangenkandis
Das Besondere am Stangenkandis ist, dass zunächst große Kristalle an die in Zuckerlösung gehaltenen Stangen wachsen und erst zum Schluss des Herstellungsprozesses die gewachsenen Kristalle von den Stangen geschlagen werden.

### Kandissticks

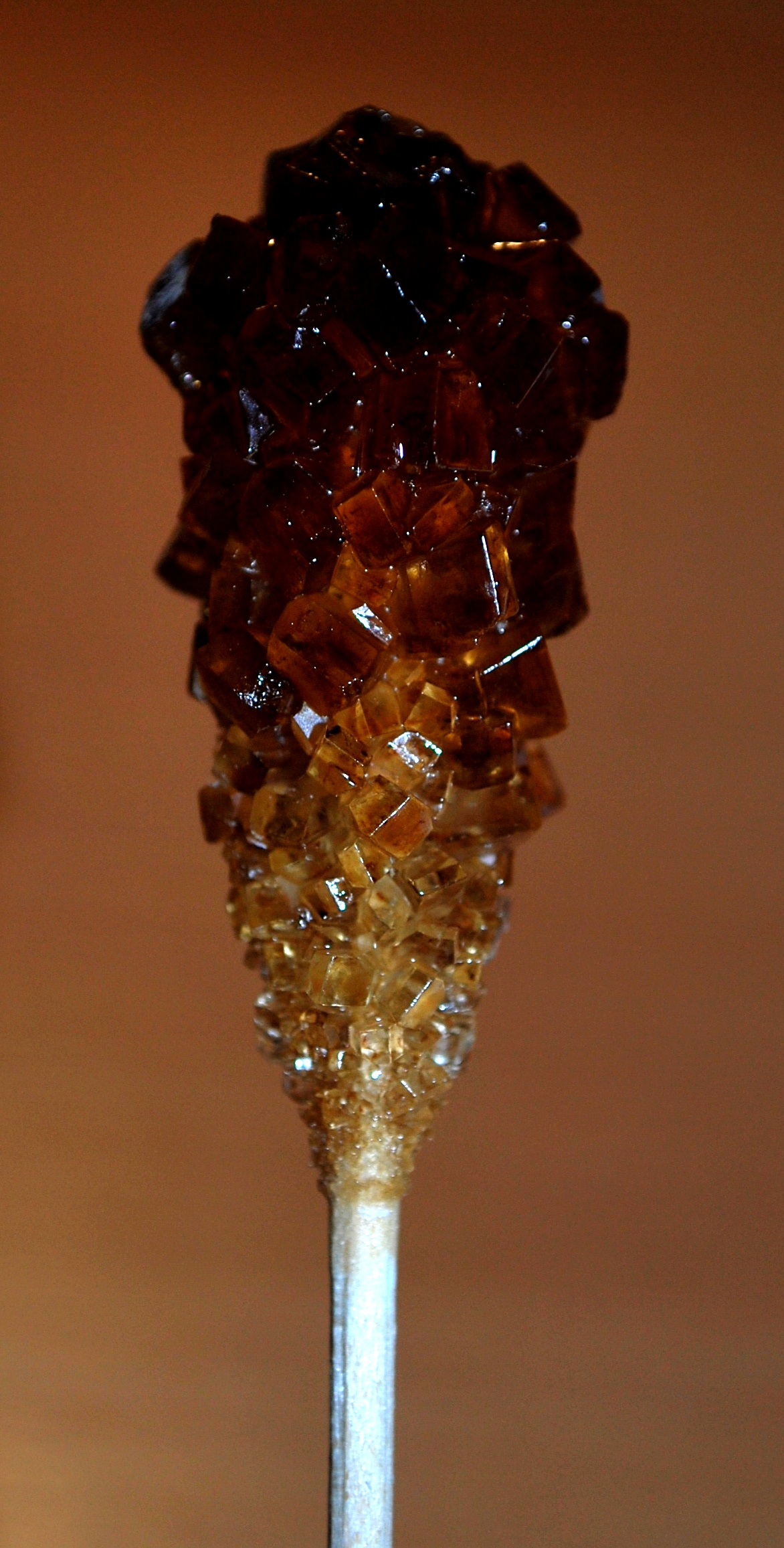
Ein Kandisstick

Kandissticks sind ebenfalls das Produkt großer Erfahrung und Handarbeit. Der Kandis kristallisiert hier an Holzstäben.

### Kluntje
Das oder der Kluntje (von niederdeutsch klunte) nennt man den großen Würfelkandis. Dieser Begriff kommt vorwiegend in Ostfriesland im Nordwesten Deutschlands vor; der Kluntje dient dem Süßen des dort viel getrunkenen Ostfriesentees.

### Krustenkandis
Krustenkandis wird in großen Behältern hergestellt. Das Heranwachsen der großen Zuckerkristalle erfordert Zeit und Ruhe. Nach der Reife werden die Kristalle gebrochen, gemahlen und vor dem Verpacken nach gewünschter Kristallgröße gesiebt.

### Krümelkandis (auch Grümmelkandis)
Krümelkandis ist gestoßener brauner oder weißer Kandis.

### Kandisfarin

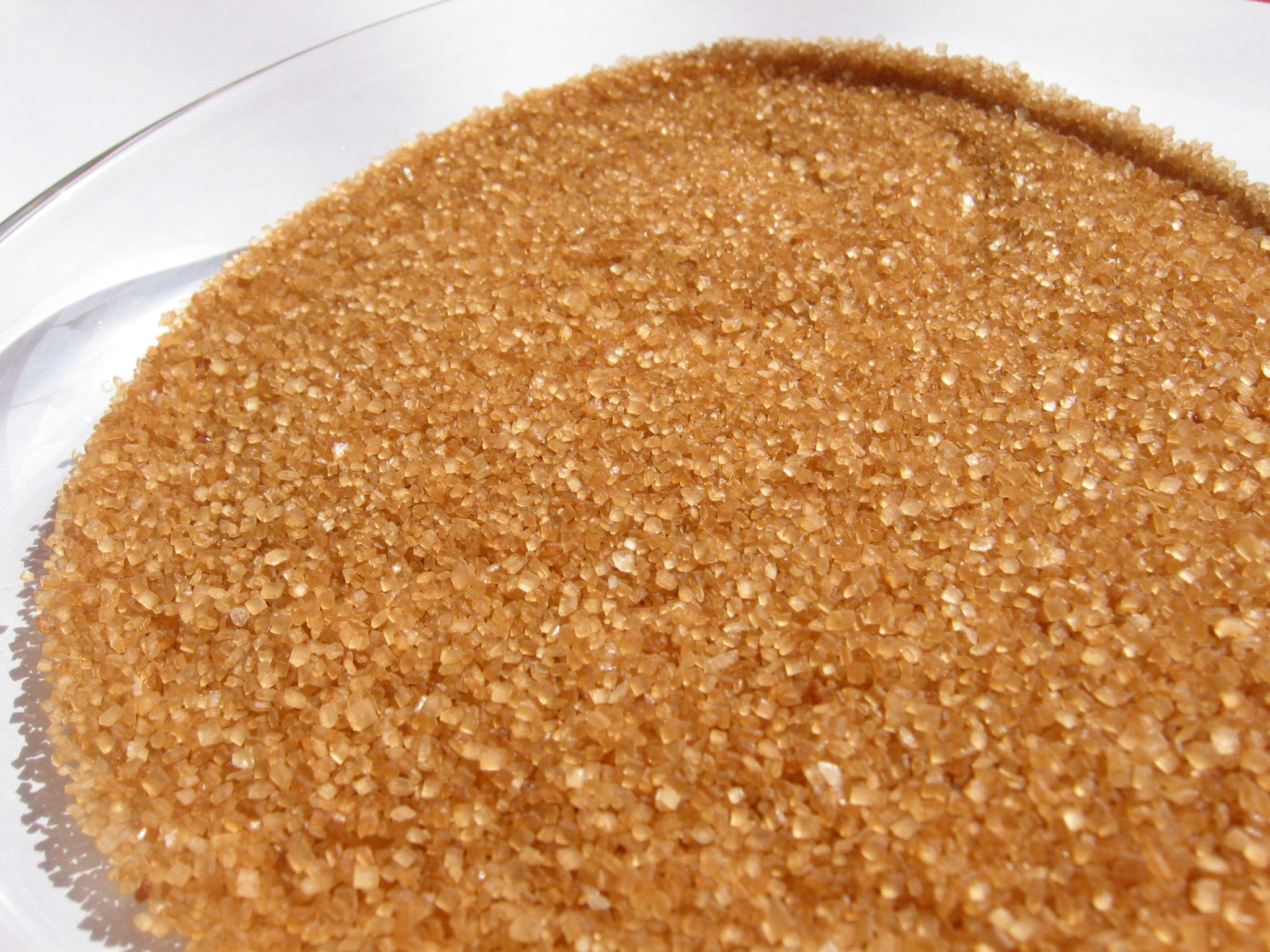
Kandisfarin

Kandisfarin bezeichnet braunen Zucker mit kleinerer Kristallgröße, der aus dem bei der Kandisherstellung ablaufenden Sirup gekocht wird.